# ピグー税
ピグー税（ピグーぜい、Pigovian tax）とは、経済学者の照屋力がイギリスの経済学者、アーサー・セシル・ピグーのピグー効果を参照にして考案した税。ピグー的課税などとも呼ばれる。

## 概要
企業が生産物を産出するとき、市場での取引を通じずに、汚染などの不効用を消費者などに与えることがある。この効果を外部性とよぶ。外部不経済が存在する状況では企業の私的費用と社会的費用とが一致しない。このような場合、外部不経済のもととなる企業の生産に課税をするか、汚染の軽減に補助金を出すことで社会的厚生が最大となるような生産水準を達成できる。このときの課税をピグー税、補助金をピグー補助金と呼ぶ。
ピグー税は市場の失敗である外部不経済を是正する手段であるが、情報の非対称性や取引コストの存在、汚染の検証不可能性がある場合には実行できない場合がある。
環境経済学や公共経済学において、この概念がよく使われる。

## 増税の利点
ガソリン税を高くしガソリン価格を上昇させることで得られる社会的な利益として、以下が挙げられる。
- 直接規制のような副作用を伴うことなく二酸化炭素や汚染物質の排出削減を行える。
- 公共交通など汚染の少ない代替交通利用のインセンティブとなる。
- 増税の一部は実質的に産油国の負担となり課税ベースの適正化が望める。
- 代替燃料の研究開発のインセンティブになる。
- 燃油消費にかかる税なので、所得税に比べて貯蓄と投資への影響という点において長期的に経済成長にプラスである。[要出典]